# Side-stick

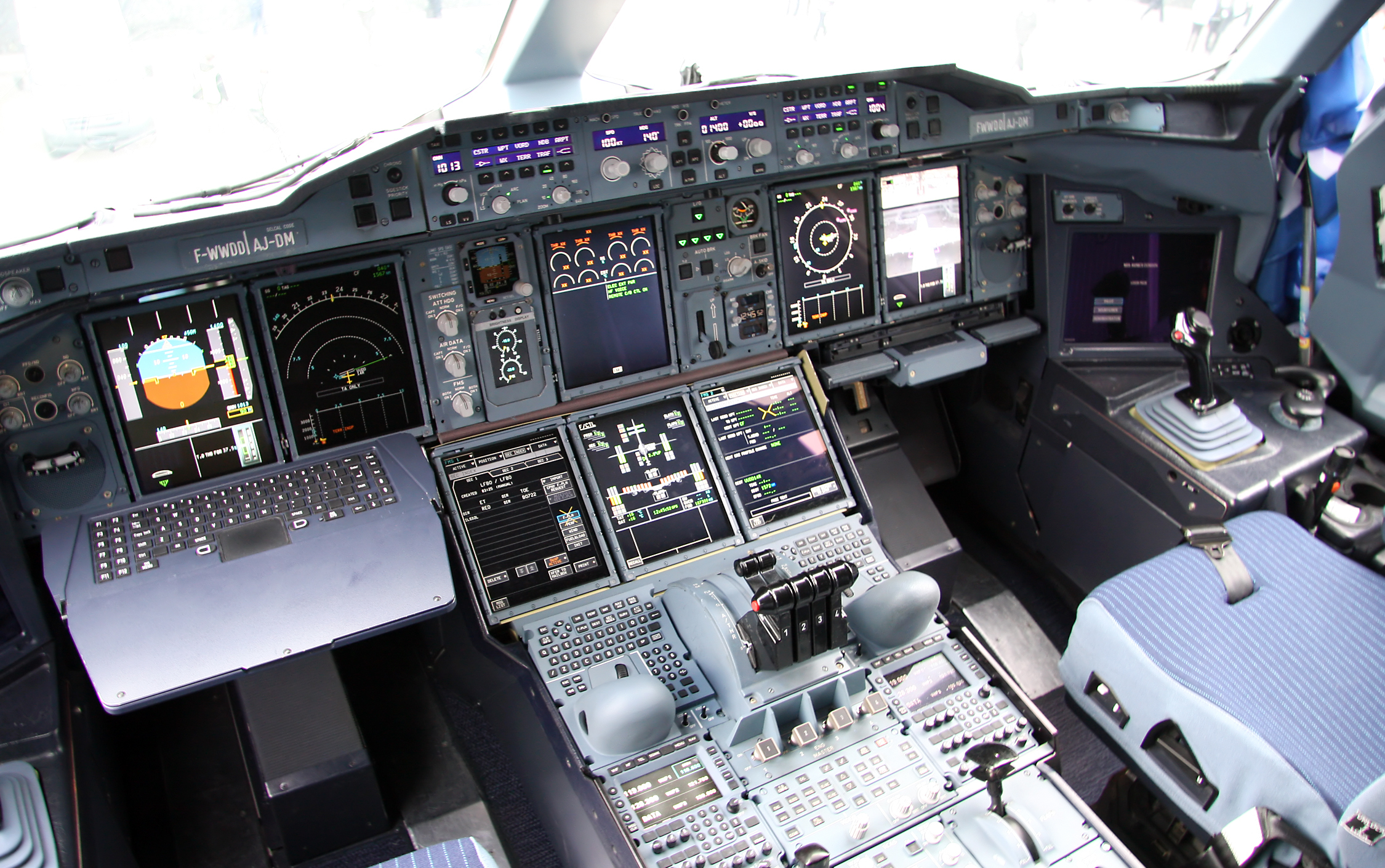
Cabine de um A380.

O manípulo eletrónico de controlo (também conhecido pelo termo inglês side-stick) é o dispositivo de comando de aeronaves, que substitui o manche. As aeronaves que possuem side-stick, têm um melhor aproveitamento do espaço da cabine. Além, também, da maior precisão nos comandos da aeronave, há uma redução de peso, pela substituição de cabos e articulações mecânicas por fios, reduzindo custos de manutenção e consumo de combustível.

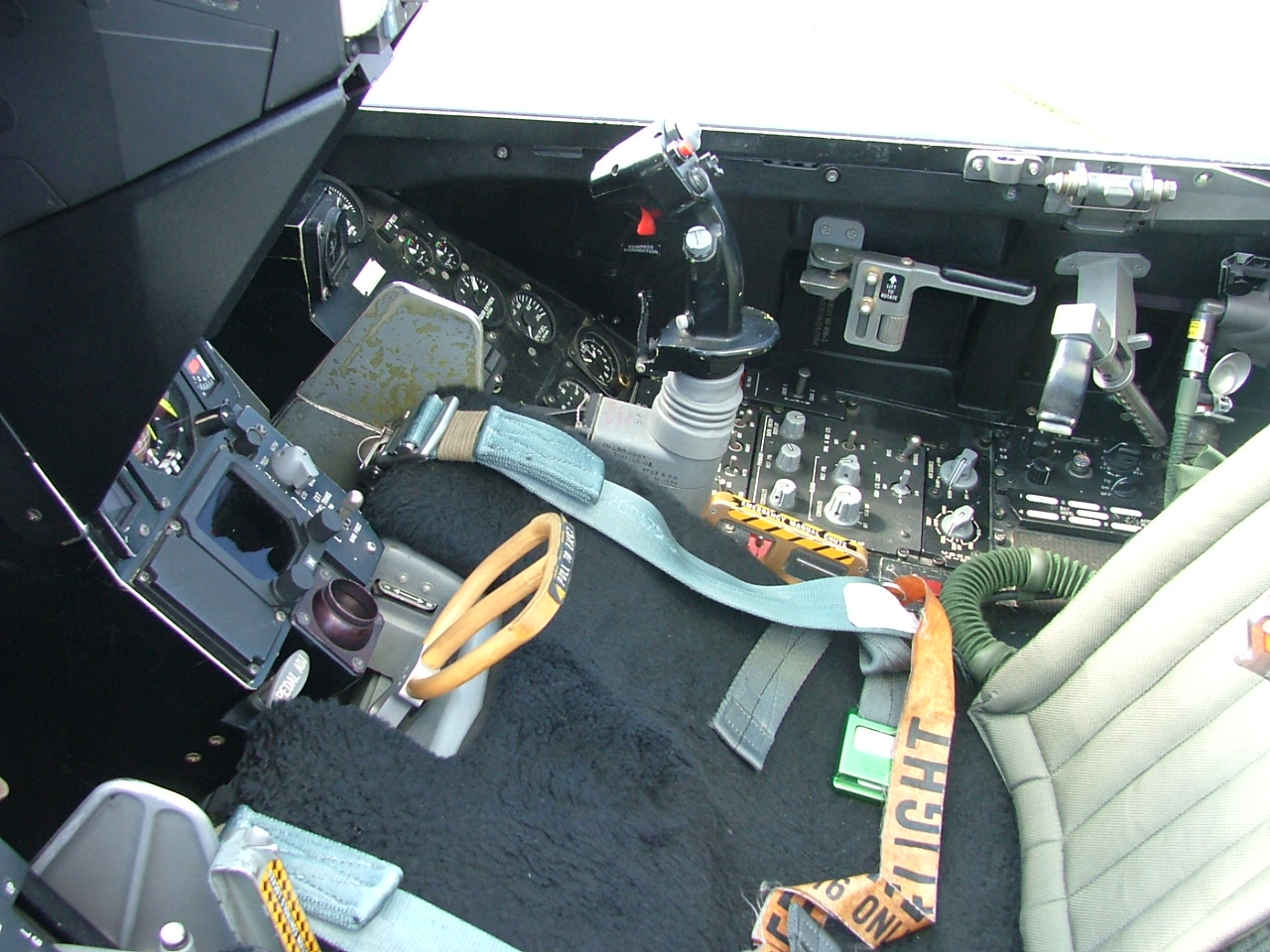
Side-stick de um F-16.

Algumas aeronaves que usam este dispositivo são: as militares F-16 Falcon, Rafale, F-22 Raptor, AMX e as civis Superjet 100, bem como modelos mais recentes da Airbus, como A330 e A380.
O side-stick (side, pois fica do lado dos tripulantes – à esquerda do piloto e à direita do copiloto), assemelha-se a um joystick (comando utilizado em videojogos).
Os movimentos feitos pelo side-stick geram impulsos elétricos, que são enviados para as unidades de comando das superfícies de controle do avião, como ailerons, profundores e estabilizadores, integrando um sistema denominado sistema de controlo por cabo elétrico.